# Dwangtoeslagzegel

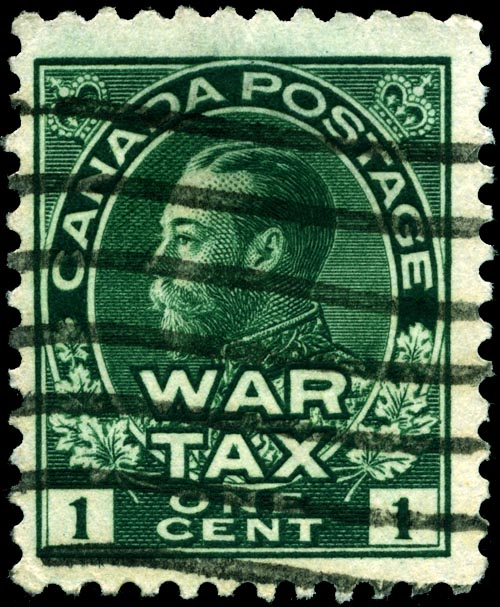
War tax 1915

Dwangtoeslagzegels zijn postzegels die door de posterijen worden verkocht en die bij wijze van toeslag moeten worden geplakt naast de gewone frankering. De opbrengst gaat naar de overheid voor een bepaald doel. Zeer bekend is de Notopfer Berlin van 2 pfennig in de periode 1949-1956.
Tijdens de Eerste Wereldoorlog werden in een aantal landen van het Britse Gemenebest zogenaamde War tax-zegels uitgegeven ten bate van de Britse oorlogsinspanningen.
In 1928 werd in Portugal een dwangtoeslagzegel uitgegeven om de uitzending van de Portugese ploeg naar de Olympische Spelen in Amsterdam te kunnen financieren. Deze zegel moest een paar dagen als dwangtoeslagzegel worden geplakt. Daarna was diezelfde zegel gewoon voor frankering geldig.
Sommige landen, waaronder Roemenië, hadden speciale dwangtoeslagportzegels, dat zijn portzegels voor het geval dat dwangtoeslagzegels niet (of onvoldoende) waren geplakt.
In de Michel-catalogus zijn dwangtoeslagzegels te vinden in de rubriek "Zwangzuslagmarken", telkens na de portzegels. Bijvoorbeeld Spanje (veel), Portugal, Roemenië.
andreaskruis · baarfrankering · brandkastzegel · cinderella · decemberzegel · dienstzegel · doorloper · dwangtoeslagzegel · eerste postzegelemissie · gelegenheidszegel · gemeenschappelijke postzegelemissie · gemengde frankering · gepersonaliseerde postzegel · kinderpostzegel · langlopende postzegel · luchtpostzegel · perfin · portzegel · postpakketzegel · postzegel met tab · postzegelboekje · spoorwegzegel · toeslagzegel · vertanding · voorafstempeling · zelfklevende postzegel · zomerpostzegel · zondagstrookje
Portaal · Categorie